# ブレンダ・バーキ
ブレンダ・バーキ（Brenda Jean Bakke, 1963年5月15日 - ）は、アメリカ合衆国の女優。作品や資料によってはブレンダ・バッキーと表記されているものもある。
オレゴン州クラマスフォールズ出身。13歳から女優を目指して舞台活動を始める。アメリカン・アカデミー・オブ・ドラマティック・アーツロサンゼルス校で演劇を学ぶ。1986年、映画『Last Resort』で女優としてデビュー。
日本では、『ガンヘッド』（ニム役）や『クライシス2050』（クレア役）への出演で知られている。『ガンヘッド』の現場では英語を話せるのは監督の原田眞人と主演の髙嶋政宏だけであったが、共演者らは通訳を介しながらも日本人のスタッフ・キャストとフレンドリーに接していたことを証言している。

## 主な出演作品

### 映画
- KGB追跡/聖書の秘密（1987年）[1][2]
- ガンヘッド（1989年）日本映画[7][1]
- クライシス2050（1990年） 日米合作映画[1]
- ダニエル・スティール/容疑者（1992年）テレビ映画
- ホット・ショット2（1993年）[1]
- ガンメン （1994年）
- アウター・スペース（1994年）
- デーモン・ナイト（1996年）
- 暴走特急 （1996年）
- トラックス（1997年）テレビ映画
- L.A.コンフィデンシャル（1997年）[1]
- ザ・コンタクト（2002年）

### テレビドラマ
- 新スタートレック （1987年）
- 名探偵ダウリング神父（1990年）
- ヤングライダーズ（1991年）
- アメリカン・ゴシック（1995年-1996年）[1]
- チャームド （1999年）
- ダークエンジェル（2001年）
- CSI:科学捜査班 （2001年）
- NYPDブルー（2004年）
- ドールハウス（2009年）
- メンタリスト（2010年）
- クリミナル・マインド 国際捜査班（2016年）[1]
- グレイズ・アナトミー 恋の解剖学シーズン14（2018年）[1]